# Томбили
Томбили (тур. Tombili; ум. 1 августа 2016, Стамбул, Турция) — уличная кошка, жившая в Стамбуле. Она получила всемирную известность благодаря фотографии, на которой она изображена полулежащей на тротуаре. Муниципальные власти Стамбула решили сохранить память о ней установкой скульптуры.

## Жизнь
Томбили (распространённая кличка на турецком языке для упитанного домашнего животного) была уличной кошкой, обитавшей в квартале (семте) Зивербей, в районе Кадыкёй (Стамбул). Кошка стала любимицей местных жителей из-за её дружелюбия и привычки прислоняться к ступенькам. Фотография Томбили, лениво опирающейся на край бордюра, получила мировую известность, вирусно распространившись по социальным сетям в интернете. В районе Кадыкёй она приобрела культовый статус. В 2016 году Томбили тяжело заболела и в конце концов умерла в начале августа.

## Памятник
После смерти Томбили была создана петиция с призывом увековечить её, собравшая около 17 000 подписей. Муниципальный глава Кадыкёя Айкурт Нухоглу согласился официально почтить её память. Местный скульптор Севаль Шахин создал скульптуру, воссоздающую позу кошки, которая получила всемирную известность. Она была открыта 4 октября 2016 года во Всемирный день дикой природы. Сотни людей пришли выразить своё почтение, и заместитель главы Кадыкёя Башар Неджипоглу выступил с речью на этом мероприятии, транслировавшемся по турецкому телевидению.
Месяц спустя скульптура Томбили пропала без вести. На фотографии, опубликованной в социальных сетях, было заметно, что памятник исчез со своего места, оставив после себя лишь медную табличку. 8 ноября 2016 года муниципальные власти Кадыкёя официально объявили о краже, вызвав обеспокоенность как в Турции, так и за её пределами. «Они украли статую Томбили. Они враги всего прекрасного. Всё, что они знают, — это ненависть, слёзы и война», — сокрушался турецкий депутат Тунджай Озкан. Однако уже спустя два дня статуя была благополучно возвращена на место.